# Japan Ice Hockey League 1980/81
Die Saison 1980/81 war die 15. Spielzeit der Japan Ice Hockey League, der höchsten japanischen Eishockeyspielklasse. Meister wurden zum insgesamt siebten Mal in der Vereinsgeschichte die Seibu Prince Rabbits. Topscorer mit 42 Punkten wurde Yoshio Hoshino vom Kokudo Ice Hockey Club.

## Modus
In der Regulären Saison absolvierte jede der sechs Mannschaften insgesamt 20 Spiele. Der Erstplatzierte nach der Regulären Saison wurde Meister. Für einen Sieg erhielt jede Mannschaft zwei Punkte, bei einem Unentschieden einen Punkt und bei einer Niederlage null Punkte.

## Reguläre Saison

### Tabelle
|    | Team                                | GP | W  | L  | T | GF  | GA  | Pts |
| -- | ----------------------------------- | -- | -- | -- | - | --- | --- | --- |
| 1. | Seibu Prince Rabbits                | 20 | 16 | 2  | 2 | 89  | 43  | 34  |
| 2. | Ōji Eagles                          | 20 | 16 | 3  | 1 | 111 | 51  | 33  |
| 3. | Kokudo Ice Hockey Club              | 20 | 12 | 6  | 2 | 109 | 60  | 26  |
| 4. | Jūjō Papaer Kushiro Ice Hockey Club | 20 | 7  | 13 | 0 | 68  | 100 | 14  |
| 5. | Snow Brand Ice Hockey Club          | 20 | 3  | 16 | 1 | 46  | 125 | 7   |
| 6. | Furukawa Ice Hockey Club            | 20 | 3  | 17 | 0 | 48  | 92  | 6   |

GP = Spiele, W = Siege, L = Niederlagen, T = Unentschieden

### Topscorer
Abkürzungen: T = Tore, A = Assists, P = Punkte
|     | Spieler           | Team     | T  | A  | P  |
| --- | ----------------- | -------- | -- | -- | -- |
| 1.  | Yoshio Hoshino    | Kokudo   | 15 | 27 | 42 |
| 2.  | Wladimir Schadrin | Ōji      | 26 | 13 | 39 |
| 3.  | M. Haklinnen      | Kokudo   | 20 | 17 | 37 |
| 4.  | Sadaki Honma      | Ōji      | 18 | 11 | 29 |
| 5.  | Garry Monahan     | Seibu    | 12 | 15 | 27 |
| 6.  | Osamu Wakabayashi | Seibu    | 12 | 11 | 23 |
| 6.  | Hideo Sakurai     | Kokudo   | 12 | 11 | 23 |
| 6.  | Juri Ljapkin      | Ōji      | 8  | 15 | 23 |
| 9.  | Randy Gregg       | Kokudo   | 10 | 12 | 22 |
| 10. | Curt Bennett      | Furukawa | 10 | 10 | 20 |

## Auszeichnungen
- Most Valuable Player – Osamu Wakabayashi, Seibu Prince Rabbits
- Rookie of the Year – Seijiro Tanaka, Snow Brand Ice Hockey Club

## All-Star-Team
| Tor          | Minoru Misawa (Seibu)     | Minoru Misawa (Seibu)     | Minoru Misawa (Seibu)   | Minoru Misawa (Seibu)   | Minoru Misawa (Seibu) | Minoru Misawa (Seibu) |
| Verteidigung | Hiroshi Hori (Seibu)      | Hiroshi Hori (Seibu)      | Hiroshi Hori (Seibu)    | Koji Wakasa (Ōji)       | Koji Wakasa (Ōji)     | Koji Wakasa (Ōji)     |
| Sturm        | Osamu Wakabayashi (Seibu) | Osamu Wakabayashi (Seibu) | Yoshio Hoshino (Kokudo) | Yoshio Hoshino (Kokudo) | Sadaki Honma (Ōji)    | Sadaki Honma (Ōji)    |